# لیودمیلا شوبینا
لیودمیلا شوبینا (انگلیسی: Lyudmila Shubina؛ زادهٔ ۹ اکتبر ۱۹۴۸) بازیکن هندبال اهل اتحاد جماهیر شوروی سوسیالیستی بود.